# Scaphium longiflorum
Scaphium longiflorum är en malvaväxtart som beskrevs av Ridley. Scaphium longiflorum ingår i släktet Scaphium och familjen malvaväxter. Inga underarter finns listade i Catalogue of Life.

## Bildgalleri

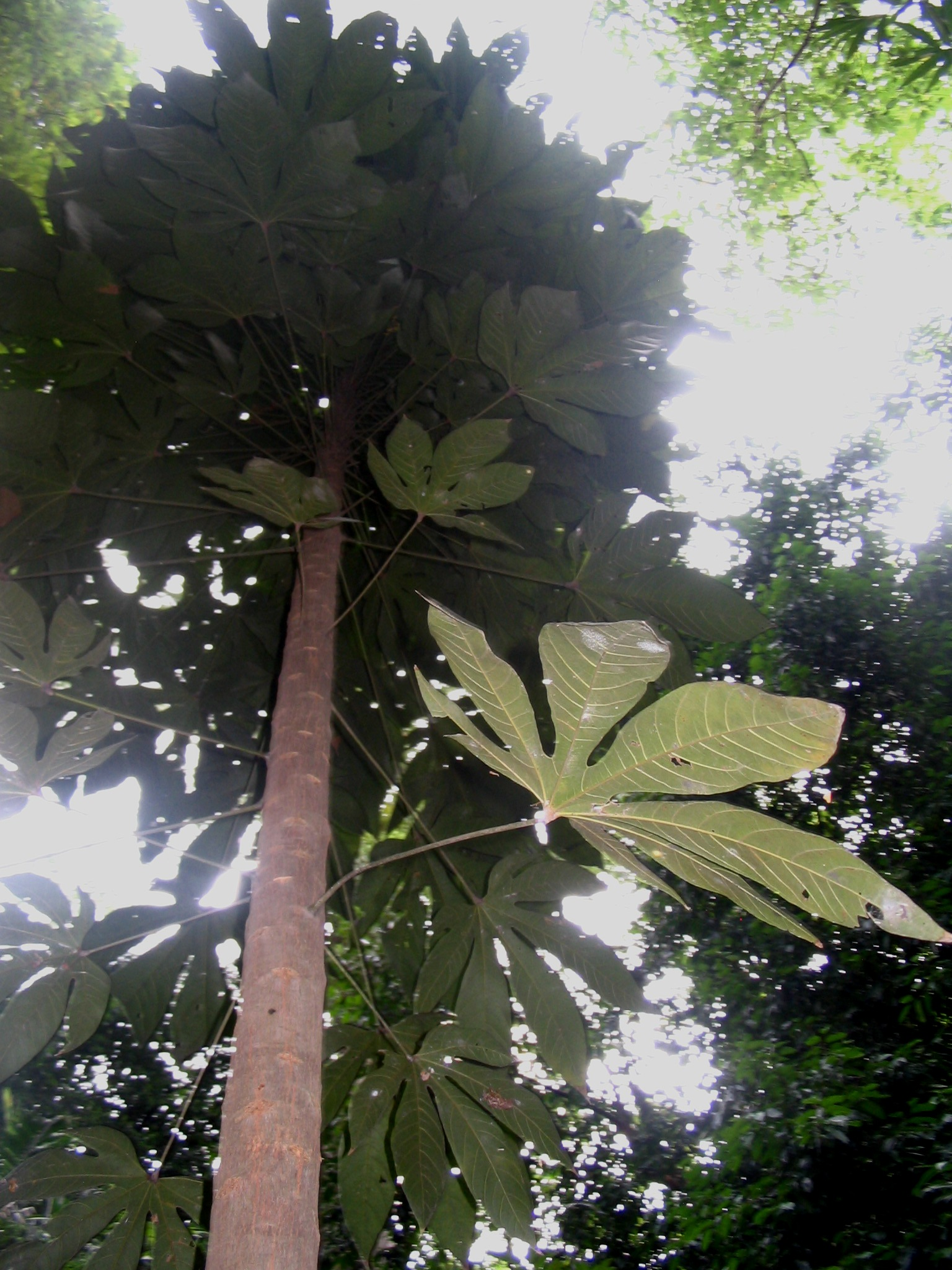